# Galgenbrug
De Galgenbrug (brug 315) is een vaste brug in Amsterdam-Centrum. 
De brug is gelegen tussen het Bickerseiland en het Prinseneiland. Ze werd aangelegd tussen 1625 (de kaart van Balthasar Florisz. van Berckenrode uit 1625 laat de brug niet zien) en 1649 (de kaart van Joan Blaeu laat de brug wel zien). Op de kaart van Gerrit de Broen uit 1737 is een oorgatbrug te zien met de naam Galge Brug tussen de Galge Straat op Prince Eylandt en Kleine Bikkerstraat op Bikkers Eylandt; ze overspant de Bikkers Graft.
De moderne geschiedenis van de brug begint rond juli 1881. Toen meldde de gemeente dat er gewerkt werd aan "het vernieuwen en vastmaken van de ophaalbrug no. 315 over de Bickersgracht", een werk dat gelijktijdig plaatsvond met het vernieuwen van de Sloterdijkbrug (brug 321) aan de andere kant van de Galgenstraat over de Prinseneilandsgracht. In september kon gemeld worden dat de Sloterdijkbrug gereed was en dat het hout voor de Galgenbrug ter plaatse was gebracht. De brug zou het iets langer dan veertig jaar uithouden. Toen werd geconstateerd dat de brug begon te rotten en het verkeer niet meer aan kon. Omdat de scheepvaart hier ter plaatse toch ook al gering werd, werd gekozen voor een vaste ijzeren liggerbrug. Even later werd hetzelfde geconstateerd voor de Sloterdijkbrug, maar die werd gespaard (en werd later een gemeentelijk monument). De Galgenbrug, toen met onder andere de Magere Brug al een van de zeldzame wipbruggen in Amsterdam, werd vervangen door een liggerbrug met tonnen breedflenzige balken, normaal profielbalken, hoekijzer, U-ijzer en plaatijzer afkomstig uit Rotterdam.
De brug en de straat danken haar naam aan het uitzicht dat je van hier had op het galgenveld in Volewijck aan de overkant van het IJ. Al in 1662 probeerde men de straatnaam te wijzigen in Prinsendwarsstraat, maar het is nooit doorgevoerd. Het uitzicht op het galgenveld verdween overigens al snel, toen het Bickerseiland werd volgebouwd. Ook Dordrecht heeft om dezelfde reden een Galgenbrug, maar die kreeg als officiële naam Damiatebrug.

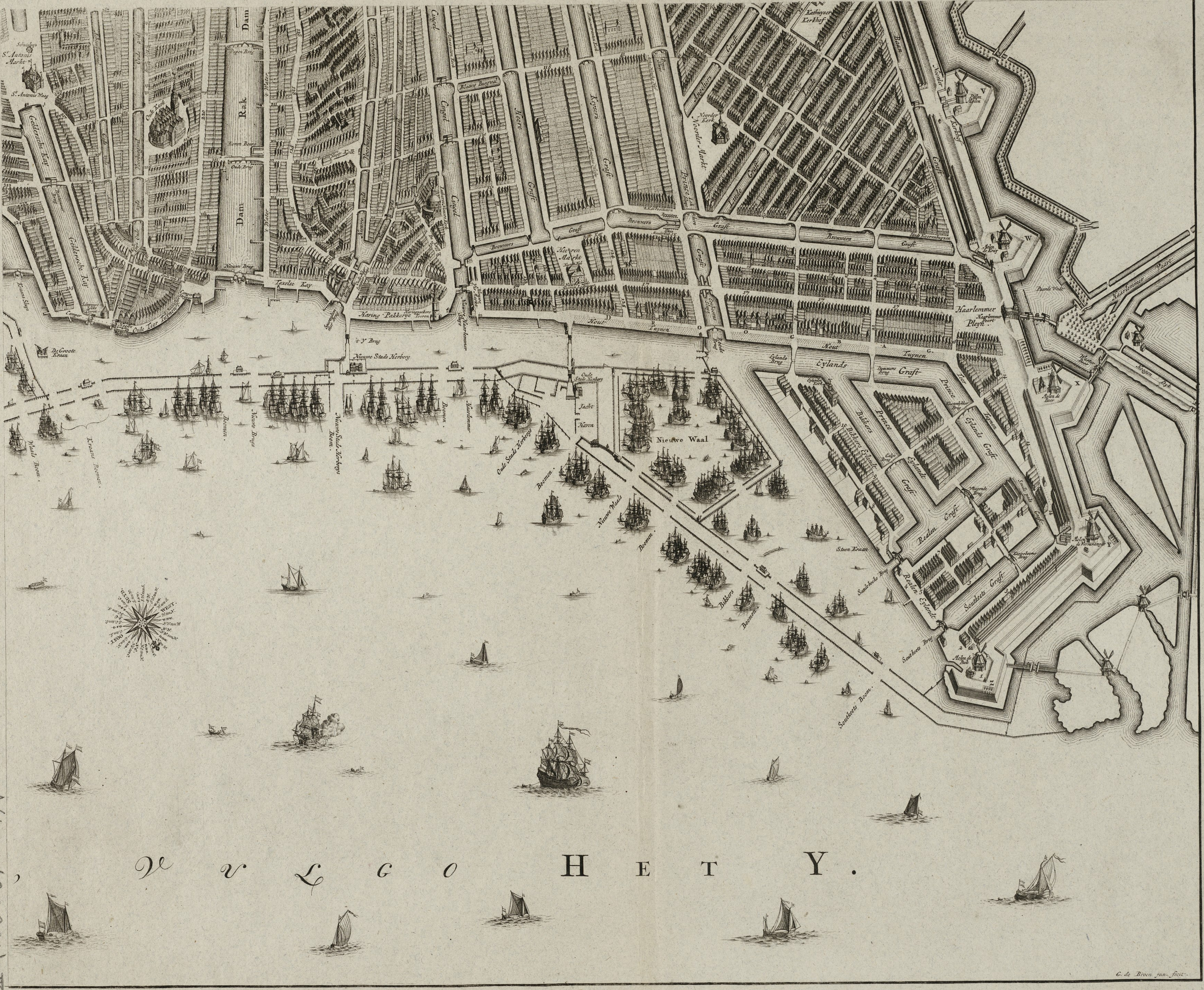
Kaart van Gerrit de Broen (noord is onder) (rond 1782)

<<< · 300 · 301 · 302 · 303 · 304 · 305 · 306 · 307 · 308 · 309 · 310 · 311 · 312 · 313 · 314 · 315 · 316 · 317 · 318 · 320 · 321 · 322 · 323 · 324 · 325 · 327 · 328 · 330 · 331 · 332 · 333 · 334 · 335 · 336 · 337 · 338 · 339 · 340 · 341 · 342 · 343 · 344 · 345 · 346 · 347 · 348 · 349 · 350 · 351 · 352 · 353 · 354 · 355 · 356 · 357 · 358 · 359 · 360 · 361 · 362 · 363 · 364 · 365 · 366 · 367 · 368 · 371 · 372 · 373 · 374 · 375 · 376 · 377 · 378 · 379 · 380 · 381 · 382 · 383 · 385 · 386 · 387 · 388 · 389 · 390 · 391 · 392 · 393 · 394 · 395 · 396 · 397 · 398 · 399 · >>>
Brugnummers 319, 326, 329 (tijdelijke duiker in de Ringspoordijk), 369, 370, 384 zijn niet (meer) vergeven.